# Liste der Baudenkmäler in Burglengenfeld
Auf dieser Seite sind die Baudenkmäler in der Oberpfälzer Stadt Burglengenfeld zusammengestellt. Diese Tabelle ist eine Teilliste der Liste der Baudenkmäler in Bayern. Grundlage ist die Bayerische Denkmalliste, die auf Basis des Bayerischen Denkmalschutzgesetzes vom 1. Oktober 1973 erstmals erstellt wurde und seither durch das Bayerische Landesamt für Denkmalpflege geführt wird. Die folgenden Angaben ersetzen nicht die rechtsverbindliche Auskunft der Denkmalschutzbehörde.
 Diese Liste gibt den Fortschreibungsstand vom 19. Mai 2018 wieder und umfasst 69 Baudenkmäler.

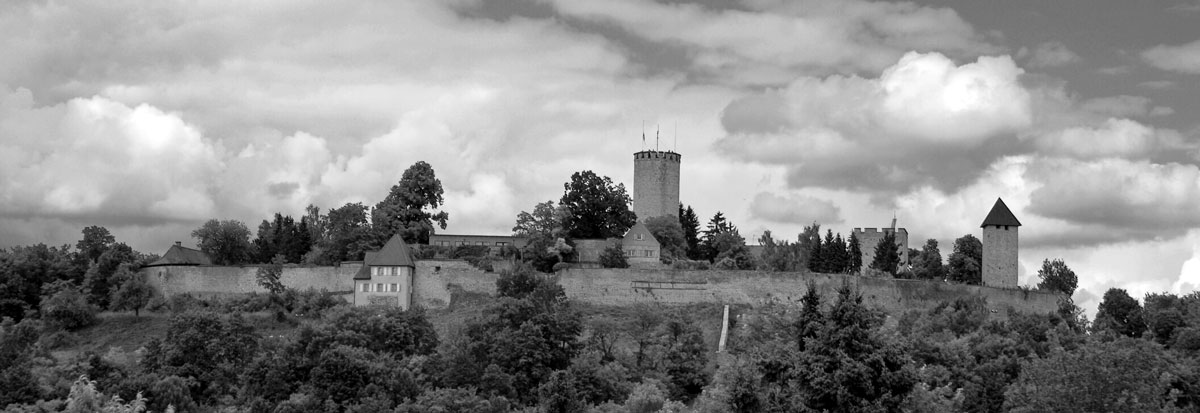
Burg Burglengenfeld

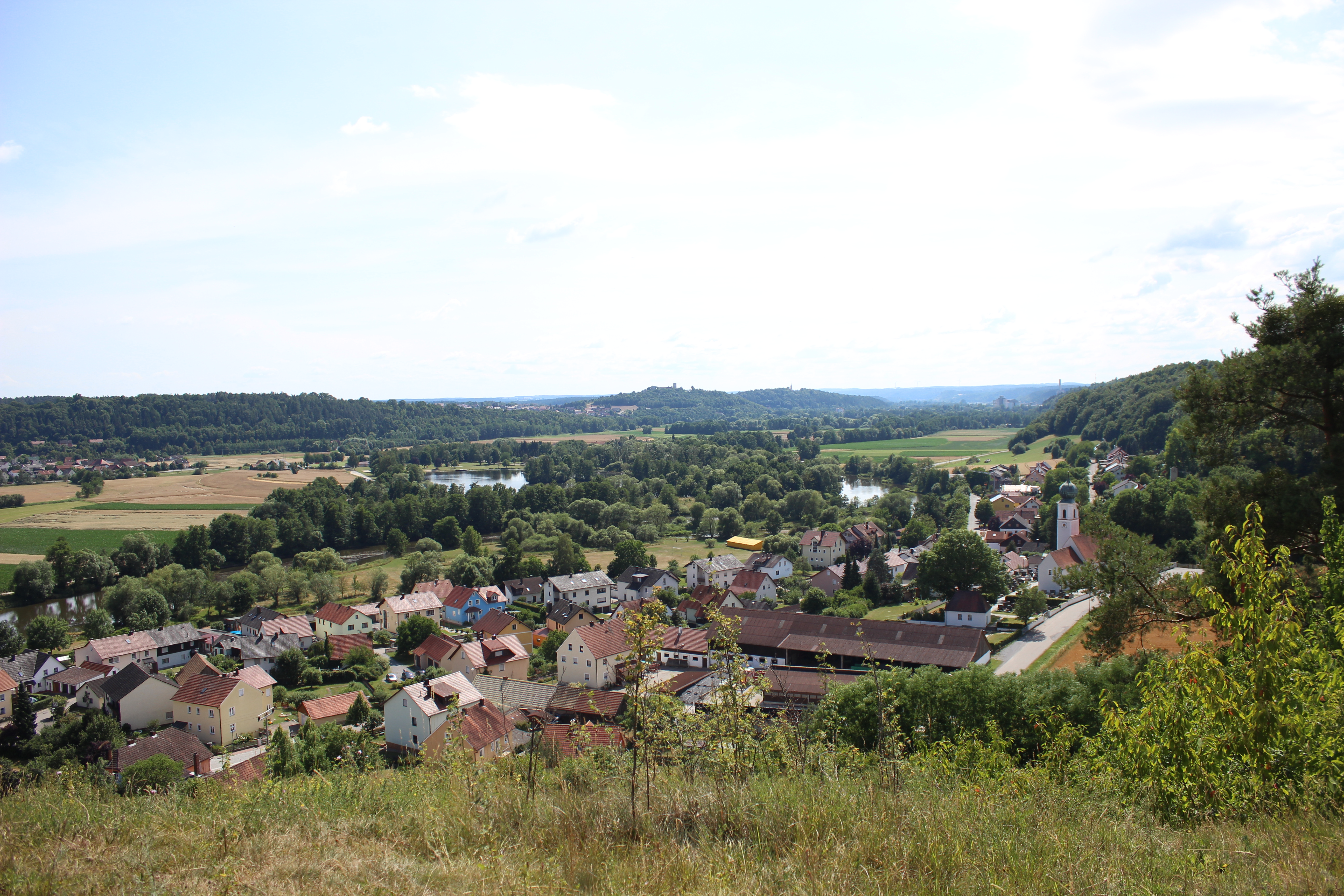
Blick vom Premberg auf die Stadt

## Ensembles

### Ensemble Altstadt und Burg
Das Ensemble umfasst den im 15. Jahrhundert ummauerten Bereich der Burg und Stadt Burglengenfeld. Burg und erste Siedlung sind erheblich älter als die Ummauerung und bereits im 11./12. Jahrhundert greifbar. Sie verdanken ihre Entstehung den drei klassischen Gründungsbedingungen, der Lage an einem Fluss, einem Verkehrsweg, der hier den Fluss überkreuzt, und dem Vorhandensein eines Burgberges, von dem aus der Flussübergang durch Errichtung einer Burg geschützt werden konnte.

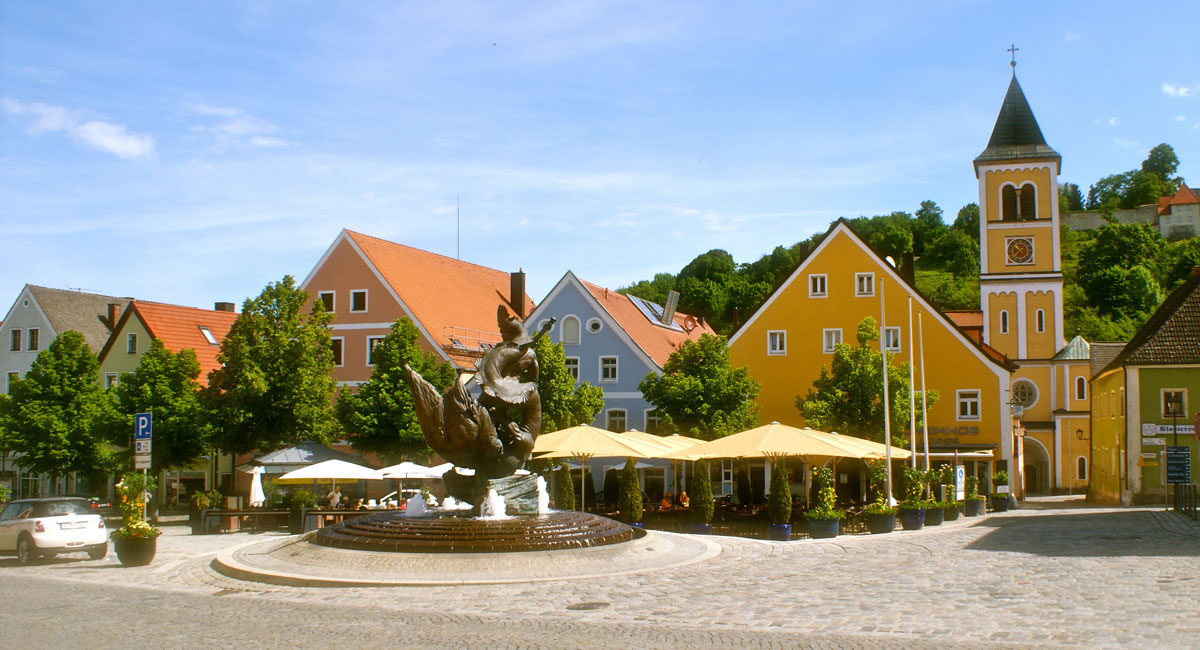
Altstadt Burglengenfeld

Die ältesten Bestandteile Burglengenfelds sind deshalb die Burgruine mit der inneren Burgringmauer und der Siedlungskern unmittelbar am südwestlichen Fuß des Burgberges, in Richtung hin auf den Naab-Übergang. Dieser älteste Siedlungsbereich beim heutigen Almenhof, dem Burgbergweg, dem St. Veits-Platz, der Berggasse, Schildgasse, Klingentorgasse, Kirchenstraße und Robert-Koch-Straße ist in seiner historischen Struktur weitgehend erhalten; er wird beherrscht von der in neuromanischem Stil 1891 errichteten Westturmfront der Pfarrkirche, überragt von der mittelalterlichen Burg, wird in Nord-Süd-Richtung von der Kirchenstraße als ältester Straßenachse durchzogen. 
Senkrecht zu ihr auf Höhe der Kirche abzweigend, stellt die schmale, geschlossen mit Wohnhäusern des 18./19. Jahrhunderts bebaute Robert-Koch-Straße die Verbindung zu dem jüngeren Marktplatz her. Das Bild des unmittelbaren Umfeldes um die Kirche, das sich zum Teil erst nach dem neubarocken Choranbau von 1937 ergeben hat, wird im Südteil durch das Altmannsche Schlösschen am Almenhof bestimmt, eine Vierseitanlage mit Torhaus, als Hof bereits 817 genannt, später zum Hofmarksgut ausgebaut. Auf der Ostseite bildet die Wohnhausbebauung des Südteils der Berggasse, teilweise mit Halbwalmhäusern aus dem 18. Jahrhundert, und die schmale geschlossen bebaute Gasse „Beim Klingentor“ die Begrenzung. Hier wird durch die teilweise erhaltene historische Substanz und die Maßstäblichkeit der Bebauung noch der frühere, bis in das 19. Jahrhundert durch das Klingentor abgeschlossene Aufgang zur Burg erkennbar. Im Südteil der Kirchenstraße bestimmen die stattlichen Bauten des Pfarrhofs, zuerst 1424 an dieser Stelle nachgewiesen, der Apotheke und des ehemaligen Regensburger Pfleghofes das Bild; ihnen fügen sich in geschlossener Bauweise bürgerliche und ehemals bäuerliche, meist zweigeschossige Halbwalm-, Giebel- und Traufseithäuser des 17. bis 18. Jahrhunderts an.

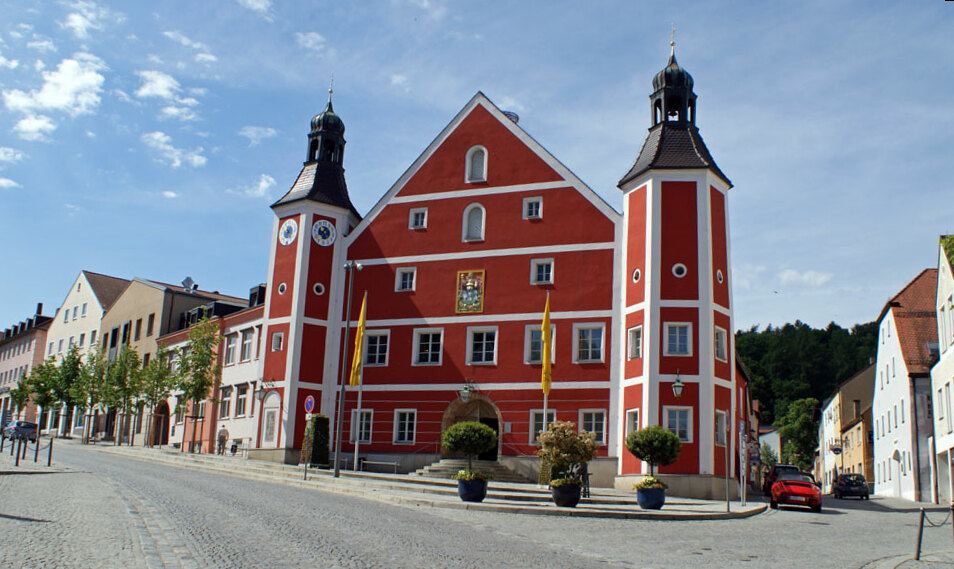
Rathaus Burglengenfeld

Die Wittelsbacher erkannten die topographische Bedeutung des Ortes sehr bald und werteten ihn zum Zwecke der von ihnen angestrebten Landesorganisation, Herrschaftsfestigung und Einkünftesteigerung erheblich auf: durch die Einrichtung eines Viztumamtes 1255 wurde Burglengenfeld zum Zentrum für 27 Ämter auf dem Nordgau; 1270 wurde die Siedlung zum Markt erhoben und damit die Voraussetzung für die Erweiterung zur heute noch bestehenden Gesamtanlage geschaffen. Der Abschluss dieser Entwicklung war mit der Vollendung der Befestigung 1462 erreicht, welche nun den quadratischen Umriss des Marktes, die Burg mit einer äußeren Ringmauer und den Abhang zwischen Burg und Markt mit zwei Schenkelmauern umfasste. 

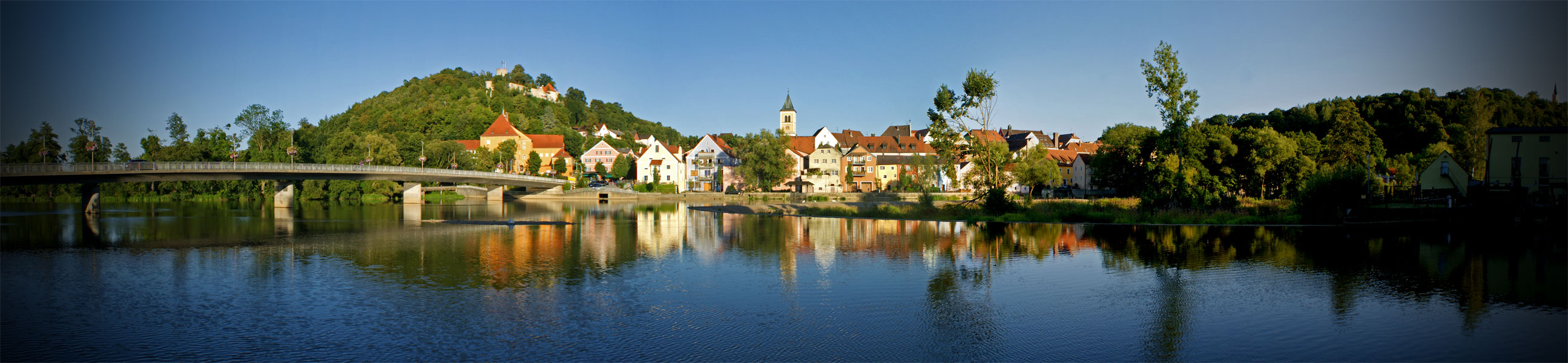
Panorama Burglengenfeld

1542 erfolgte unter der Herrschaft von Pfalz-Neuburg, deren politischer und religiöser Mittelpunkt Burglengenfeld war, die Erhebung zur Stadt, bald danach der Bau des Rathauses, des stattlichsten Baues am Marktplatz. Die relativ unregelmäßige, querliegende und an seinen Rändern sich staffelartig verbreiternde und verjüngende Gestalt des Marktplatzes erklärt sich aus der Bezugnahme auf die erste Siedlung, die sich möglichst nahe an den Burgberg angelehnt hatte. Der neue Marktplatz, der erst im Anschluss an die südwestliche Bebauungsgrenze dieser Altsiedlung angelegt werden konnte, sollte einerseits in der Mitte des neuen Quadrates zu liegen kommen, andererseits aber zur Stelle des Flussüberganges hinzielen, die an der Nordecke des Quadrates lag. Die Durchgangsstraße, die an der Südostflanke rechtwinklig in den Marktplatz eingelassen wurde, konnte diesen daher nicht in gerader Fortsetzung nach Nordwesten wieder verlassen, sondern musste nach Norden abgedrängt werden; sie bildet deshalb vom Marktplatz aus eine abschüssige Diagonale hin zum linken Brückenkopf. Die Längsseiten des Platzes sind geschlossen mit bürgerlichen Giebel-, Traufseit- und Walmdachhäusern des späten 16. bis 19. Jahrhunderts bebaut; am Südende erinnert die Engstelle bei Nummer 26 und 29 noch an den Abschluss durch das 1850 beim Stadtbrand zerstörte Obere Tor. Auf der Nordostseite sind die Baukörper gestaffelt. Im Südwestbereich wurden die Straßen in klarer Ordnung mauerparallel angeordnet; Struktur und Substanz der Bebauung sind weitgehend erhalten; leider ist hier durch den Kahlschlag zugunsten einer Tiefgarage mit Parkplatz die empfindlichste Störung im gesamten Stadtensemble entstanden. Die Flussseite der Stadt wird von den Rückfronten der geschlossenen Reihe von Giebel- und Traufseithäusern an der Kellergasse gebildet. Der vorwiegend aus dem 18. Jahrhundert stammende Baubestand prägt für den Blick von der anderen Flussseite zusammen mit den kleinen Hausgärten über dem Wasserspiegel ein malerisches, kleinbürgerlich strukturiertes Bild.
Die Lage der Altstadt insgesamt in einer Mulde zwischen Burg- und Kreuzberg wird wirkungsvoll erlebbar durch die Auf- und Durchblicke, die sich aus dem Marktbereich auf die unbebauten Abhänge dieser Berge ergeben.
Aktennummer: E-3-76-119-1

## Burg
(Auf der Burg 1, 2, 3)

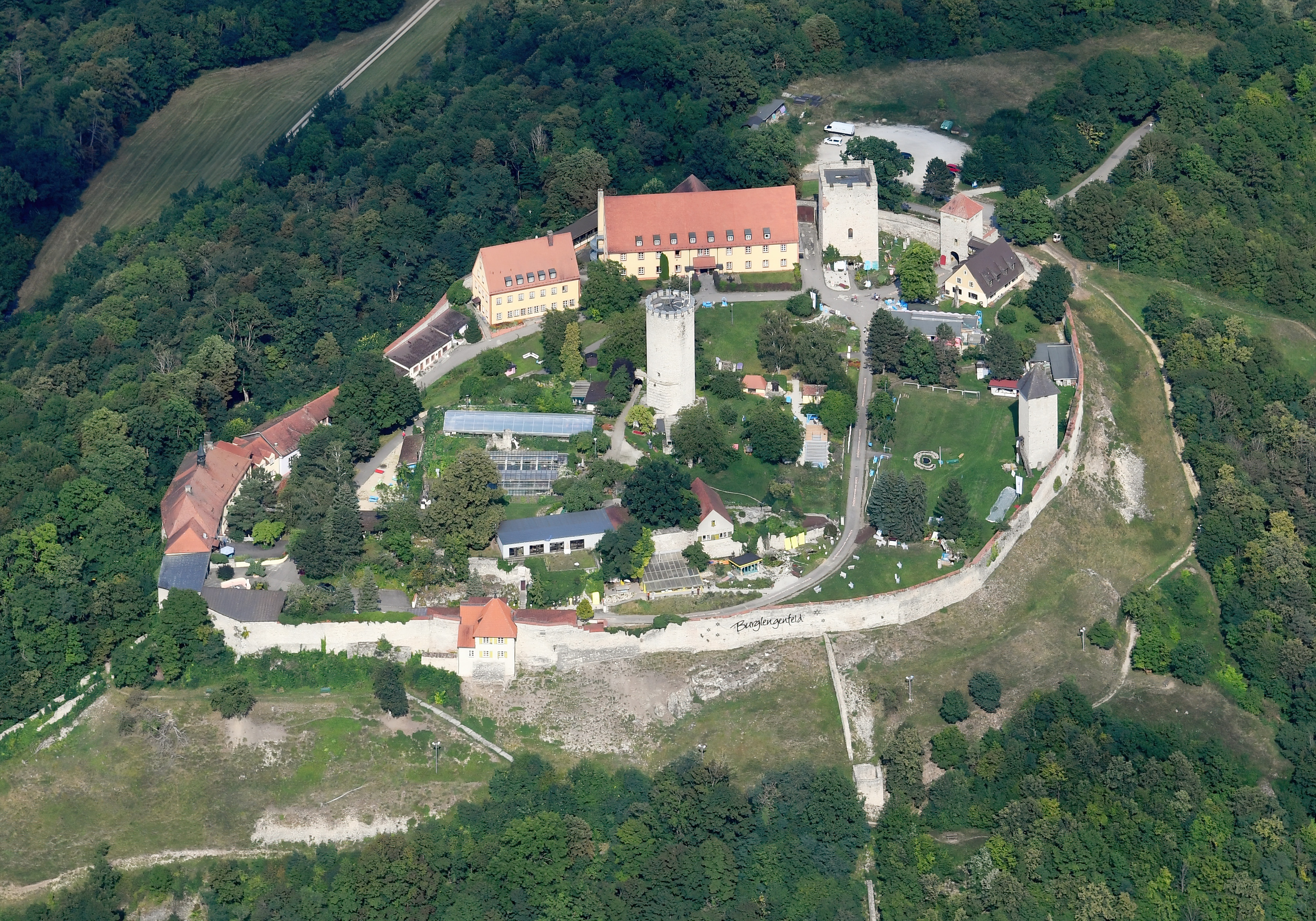
Die Burg von Burglengenfeld

Oval geschlossene Anlage, seit 1091 erbaut, nach 1864 teilweise in Stand gesetzt.
- Inneres Schloss: 
  - Mauerreste der einst vierseitigen Anlage, Bruchsteinmauerwerk mit Zinnen und spitzbogigem Eingangstor im Osten, romanisch
  - im Norden Keller der ehemaligen Schlosskapelle, überwölbter Bruchsteinbau, wohl mittelalterlich
  - sogenannter hoher runder Turm, Bruchsteinbau über rundem Steinsockel, mit Zinnen, im Kern erste Hälfte 12. Jahrhundert, Zinnen modern
  - im Westen Keller des ehemaligen Zehrgaden, sogenanntes Johannes-Gewölbe, 11. Jahrhundert
- Äußeres Schloss: 
  - ehemaliger Zehntkasten und Zeughaus, zweigeschossiger Satteldachbau mit stichbogigen Fenstern und einfacher Putzgliederung, im Kern wohl 1242, 1874 modernisiert
  - ehemaliges Kastenamt, später Rentamt, stattlicher dreigeschossiger Walmdachbau mit seitlichen Anbauten, Dachreiter und einfacher Putzgliederung, wohl 1242
  - Bergfried, sogenannter Sinzenhofer Turm, quadratischer Bruchsteinbau mit Zinnen, um 1091
  - Pulverturm, rautenförmiger Turm aus Bruchstein mit hölzernen Schießscharten, um 1123, Zeltdach wurde 1970 aufgesetzt
  - hinterer Torturm mit Zwinger, rechteckiger Quadersteinturm mit Zeltdach und rundem Torbogen, romanisch, Vorbau spätgotisch
  - Ringmauer um äußeren Schlosshof, Quadersteinmauerwerk, romanisch
  - Reststücke der Befestigungsmauer des Burgbergs als Schenkelmauer zwischen der ehemaligen Stadt- und Burgbefestigung, Bruchstein, gotisch

Aktennummer: D-3-76-119-1

## Stadtbefestigung
(Kellergasse 28; Stadtgraben 3; Kellergasse; Fronfestgasse 5; Am Graben 15; Am Graben 33; Kellergasse 23; Am Graben 5)

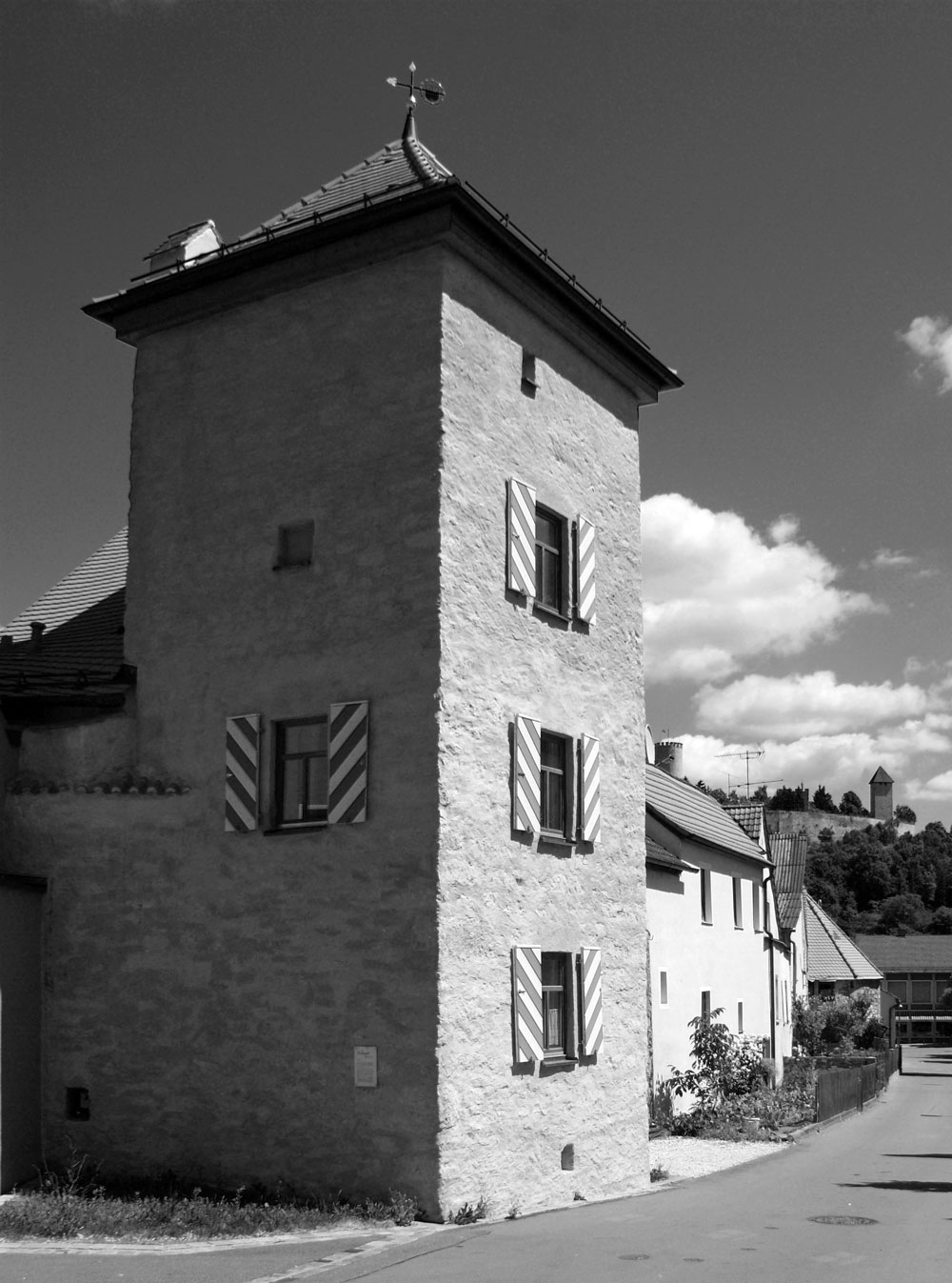
Örtlturm Burglengenfeld

In Teilen erhaltener Bering aus der Zeit vor 1462, heute zum Teil in den Wohnhausbau integriert, Bruchsteinmauerwerk.
- Erhaltene Mauerreste im Südwesten und Südosten bei:
  - Am Graben 5, 15, 23, 33 und 47
  - Nähe Kellergasse 8, Kellergasse 28 (mit Wehrgang), Fronfestgasse 5 sowie Zaschkahof 2 (mit Wehrgang)

- Insgesamt fünf Türme und Rest eines Tores erhalten:
  - Schalenturm bei Am Graben 5, mehrseitiger Halbrundturm mit Zeltdach und Schartenöffnungen
  - südlicher Eckturm bei Am Graben 15
  - dreigeschossiger Rechteckturm mit Zeltdach
  - Wehrturm bei Am Graben 33, dreigeschossiger Pultdachbau
  - westlicher Eckturm (ehemaliger Gefängnisturm) mit südlichem Anbau, zweigeschossiger Rechteckturm mit Pyramidendach und Fachwerkanbau mit Satteldach
  - nordöstlicher Eckturm, zweigeschossiger Rechteckturm mit Pyramidendach
  - Rest eines Wassertores, zweigeschossiger Rechteckturm mit Satteldach

Aktennummer: D-3-76-119-2 

## Baudenkmäler nach Ortsteilen

### Burglengenfeld
| Lage                                                       | Objekt                                                                  | Beschreibung | Akten-Nr.               | Bild                                                      |
| ---------------------------------------------------------- | ----------------------------------------------------------------------- | --- | ----------------------- | --------------------------------------------------------- |
| Am Almenhof 2 (Standort)                                   | Ehemalige Burgapotheke                                                  | Stattlicher zweigeschossiger Eckbau mit Walmdach und einfacher Putzgliederung mit rustizierten Ecklisenen und Gesimsgliederung, 1765, um 1950 umgestaltet. | D-3-76-119-3 Wikidata   | Ehemalige Burgapotheke                                    |
| Am Kreuzberg; Kreuzbergweg 6 (Standort)                    | Katholische Kreuzbergkirche Hl. Dreifaltigkeit                          | Verputzter Massivbau mit Satteldach und eingezogenem, dreiseitig geschlossenem Chor, vorgebautem Westturm mit Pyramidendach, im Kern kleine Kapelle von 1690, Erweiterung 1742, Erneuerung nach Brand 1835; mit Ausstattung. | D-3-76-119-43 Wikidata  | weitere Bilder                                            |
| Auf der Wieden 4 (Standort)                                | Katholische Kirche St. Sebastian                                        | Verputzter Bruchsteinbau mit Satteldach, flachgedecktem Langhaus und eingezogenem, dreiseitig geschlossenem Chor, Fassadenturm mit Zeltdach und freien Giebeln, Neubau von 1902 anstelle eines abgetragenen Baus von 1714. | D-3-76-119-9 Wikidata   | weitere Bilder                                            |
| Bahnhofplatz 1 (Standort)                                  | Ehemaliges Bahnhofsempfangsgebäude                                      | Zweigeschossiger Granitsteinbau mit Walmdach und Gesimsgliederung, Fenstergewände und Ecklisenen aus Ziegelstein, 1899. | D-3-76-119-10 Wikidata  | weitere Bilder                                            |
| Bahnhofplatz 4 (Standort)                                  | Ehemaliges Postamt                                                      | Stattlicher zweigeschossiger Massivbau über hohem Sandsteinsockel mit hohem Walmdach, profiliertem Traufgesims und einfacher Putzgliederung, Keilstein bezeichnet mit „1927“; Nebengebäude, erdgeschossiger und verputzter Walmdachbau mit kleinen Rundbogenfenstern, 1927. | D-3-76-119-11 Wikidata  | Ehemaliges Postamt                                        |
| Beim Klingentor 2; Am Almenhof 8; Am Almenhof 4 (Standort) | Altmannsches Schlösschen, Almenhof                                      | Ehemals geschlossene Vierseitanlage; nordöstlicher Eckbau, ein- bzw. zweigeschossiger verputzter Satteldachbau und nach Westen vorgelagerter Eckturm mit Zeltdach, spätes 16. Jahrhundert; südöstlicher Flügel, Wohnhaus, zweigeschossiger Halbwalmdachbau mit einfacher Putzgliederung, Eingangsportal mit georhtem Türgewände, 18. Jahrhundert; Torhaus mit Hofmauer, zweigeschossiger Walmdachbau mit Fachwerkobergeschoss, rundbogiger Durchfahrt und Flankentürmchen mit Pyramidendach, spätes 16. Jahrhundert; nordöstlich anschließende verputzte Mauer mit Rundbogentür.                                                   | D-3-76-119-12 Wikidata  | weitere Bilder                                            |
| Berggasse 3 (Standort)                                     | Ehemaliges Pfleghaus, heute Oberpfälzer Volkskundemuseum                | Dreiflügelanlage. Hauptgebäude, viergeschossiger und verputzter Quaderbau mit Walmdach, Vorhalle und südlicher Treppenhausanbau mit Pultdach, Mitte 16. Jahrhundert; südöstliches Nebengebäude, dreigeschossiger und verputzter Satteldachbau; südliches Nebengebäude, zweigeschossiger und verputzter Walmdachbau; wohl 16. Jahrhundert; westlich davon Pavillon, achteckiger und verputzter Zeltdachbau, im Kern wohl mittelalterlicher Turmunterbau, Neubau vermutlich 19. Jahrhundert. | D-3-76-119-13 Wikidata  | Ehemaliges Pfleghaus, heute Oberpfälzer Volkskundemuseum  |
| Berggasse 5 (Standort)                                     | Gasthof                                                                 | Stattlicher, dreigeschossiger Eckbau mit Satteldach, einfacher Putzgliederung und rundbogigem Portalgewände aus Sandstein, 18. Jahrhundert. | D-3-76-119-14 Wikidata  | BW                                                        |
| Berggasse 15 (Standort)                                    | Wohnhaus                                                                | Zweigeschossiger und verputzter Giebelbau mit seitlich vorkragendem Dach, Fenster und Eingangsportal mit Sandsteingewände, 17. Jahrhundert. | D-3-76-119-15 Wikidata  | BW                                                        |
| Berggasse 16 (Standort)                                    | Wohnhaus                                                                | Geburtshaus von Josephine Haas (1783), erdgeschossiger Massivbau mit Halbwalmdach, einfacher Putzgliederung und Gedenktafel, 18. Jahrhundert. | D-3-76-119-16 Wikidata  | BW                                                        |
| Christoph-Willibald-Gluck-Straße 12 (Standort)             | Ehemalige Kapuzinerklosterkirche, seit 1958 evangelische Christuskirche | Einfacher und verputzter Satteldachbau mit tonnengewölbtem Langhaus, 1700–1717, 1802 profaniert. | D-3-76-119-17 Wikidata  | BW                                                        |
| Christoph-Willibald-Gluck-Straße 16 (Standort)             | Gerichtsgebäude                                                         | Stattlicher, zweigeschossiger Zweiflügelbau mit Walmdach, Mittelgiebel und halbrundem Eckerker, hoher Sockel und Portalgewände aus Sandstein, bezeichnet mit „1911“. | D-3-76-119-18 Wikidata  | BW                                                        |
| Friedhofstraße 4 (Standort)                                | Wohnhaus                                                                | Zweigeschossiger und verputzter Giebelbau mit Halbwalmdach, 18. Jahrhundert. | D-3-76-119-19 Wikidata  | weitere Bilder                                            |
| Friedhofstraße 48; Friedhofstraße (Standort)               | Friedhofkapelle St. Anna                                                | Kleiner gotischer Satteldachbau mit einseitigem Walm und Giebelreiter, einfache Putzgliederung, 14. Jahrhundert; mit Ausstattung; an den In- und Außenwänden Epitaphien, 1600–spätes 19. Jahrhundert; an der Südwand Renaissance-Gedenktafel mit lateinischer Inschrift, Stein; zwei neugotische Grabsteine im Friedhof, rechteckiger hoher Schaft mit Inschrift und getrepptem Giebel, 1854 und 1856; Friedhofsmauer mit eingelassenen Grabsteinen des 18./19. Jahrhunderts; Figur heiliger Georg, überlebensgroße Standfigur mit beschriftetem Sockel, Sandstein, vermutlich 1930er Jahre; vor der südwestlichen Friedhofsmauer. | D-3-76-119-20 Wikidata  | Friedhofkapelle St. Anna                                  |
| Nähe Goethestraße (Standort)                               | Bildhäuschen mit lebensgroßer Figur „Christus im Kerker“                | 18. Jahrhundert. | D-3-76-119-44 Wikidata  | BW                                                        |
| Hauptstraße 1 (Standort)                                   | Gasthaus Zu den drei Kronen                                             | Zweigeschossiger und verputzter Walmdachbau mit dreigeschossigem Eckturm und korbbogigem Eingangsportal, Südteil wohl 1753, Nordteil älter; westlicher Anbau, firstgedrehter zweigeschossiger und teils verputzter Natursteinbau mit Satteldach, vermutlich 16. Jahrhundert. | D-3-76-119-22 Wikidata  | Gasthaus Zu den drei Kronen                               |
| Hauptstraße 2; Hauptstraße 4 (Standort)                    | Gasthaus Pfälzerhof                                                     | Dreigeschossiger und verputzter Treppengiebelbau mit einseitigem Walm und viergeschossigem Steherker mit Zeltdach, Putzfassade mit Gesimsgliederung; nördliches Nebengebäude, dreigeschossiger und verputzter Traufseitbau mit Satteldach und teils stichbogigen Maueröffnungen; 16./17. Jahrhundert. | D-3-76-119-23 Wikidata  | Gasthaus Pfälzerhof                                       |
| Hauptstraße 16 (Standort)                                  | Gasthof                                                                 | Zweigeschossiger und verputzter Walmdachbau mit einfacher Putzgliederung und vorspringender Fassade im Westen, 18. Jahrhundert. | D-3-76-119-25 Wikidata  | BW                                                        |
| Kellergasse 1 (Standort)                                   | Wohnhaus                                                                | Zweigeschossiges Eckhaus mit Satteldach und einfacher Putzgliederung, 17. Jahrhundert. | D-3-76-119-26 Wikidata  | BW                                                        |
| Kellergasse 21 (Standort)                                  | Wohnhaus                                                                | Erdgeschossiger und verputzter Satteldachbau mit einseitigem Walm über kielbogenförmigem Grundriss, wohl 19. Jahrhundert. | D-3-76-119-29 Wikidata  | BW                                                        |
| Kellergasse 75 (Standort)                                  | Ehemalige Bierkeller                                                    | Kelleranlage mit 46 teils mehrstöckigen Bruchsteinbauten mit Pultdach und gewölbten Tonnen, in Felsenkellernischen übergehend, teilweise ruinös, im Kern 16. und 17. Jahrhundert; in langer Reihe am nordwestlichen Fußpunkt des Kreuzberges, parallel zum linken Naabufer. | D-3-76-119-34 Wikidata  | BW                                                        |
| Nähe Kellergasse (Standort)                                | Wegkapelle                                                              | Verputzter kleiner Satteldachbau, 18./19. Jahrhundert; mit Ausstattung. | D-3-76-119-33 Wikidata  | BW                                                        |
| Kirchenstraße 14 (Standort)                                | Wohnhaus                                                                | Zweigeschossiger und verputzter Giebelbau mit stichbogigen Aufzugsluken, Erdgeschossflur mit Stichkappentonne, 17./18. Jahrhundert. | D-3-76-119-35 Wikidata  | BW                                                        |
| Kirchenstraße 15 (Standort)                                | Katholischer Pfarrhof                                                   | Zweigeschossiger, verputzter Eckbau mit steilem Satteldach, 17./18. Jahrhundert. | D-3-76-119-36 Wikidata  | BW                                                        |
| Kirchenstraße 16 (Standort)                                | Ehemaliger hochstiftisch Regensburgischer Pfleghof                      | Zweigeschossiger und verputzter Traufseitbau mit nach Süden rückspringendem Satteldachanbau und rundbogigem Eingangsportal, Fassadengestaltung mit Gesimsgliederung und betonten Fensterfaschen, 17. Jahrhundert. | D-3-76-119-37 Wikidata  | BW                                                        |
| Kirchenstraße 17 (Standort)                                | Katholische Stadtpfarrkirche St. Vitus                                  | Flachgedeckte Saalkirche mit Stichkappen und eingezogenem, dreiseitig geschlossenem Chor aus Bruchsteinmauerwerk mit hohem Walmdach, fünfgeschossiger Westturm mit Spitzhelm, zweigeschossigen Flankentürmchen und neuromanischer Fassadengestaltung mit Lisenen- und Gesimsgliederung, Langhaus im Kern gotisch, im 18. Jahrhundert barockisiert, Verlängerung und Turmerhöhung 1891, neubarocker Choranbau von 1927; mit Ausstattung. | D-3-76-119-38 Wikidata  | weitere Bilder                                            |
| Kirchenstraße 18; Robert-Koch-Straße 5 (Standort)          | Ehemaliges Gasthaus                                                     | Zweigeschossiges und verputztes Eckgebäude mit einseitig halb abgewalmtem Satteldach, 18. Jahrhundert. | D-3-76-119-39 Wikidata  | BW                                                        |
| Kirchenstraße 20 (Standort)                                | Türgewände und Tür                                                      | Eingeschossiges giebelständiges Satteldachhaus, Türgewände und Tür 18. Jahrhundert. | D-3-76-119-40 Wikidata  | BW                                                        |
| Kirchenstraße 22 (Standort)                                | Wohnhaus                                                                | Giebelständiger, eingeschossiger Fachwerkbau mit flachem Satteldach und Blockbau-Kniestock, 17./18. Jahrhundert. | D-3-76-119-41 Wikidata  | BW                                                        |
| Klostergasse 1 (Standort)                                  | Gasthaus                                                                | Stattliches, zweigeschossiges Eckhaus mit Walmdach und korbbogigem Durchfahrtsportal, einfache Putzgliederung mit Ecklisenen, 18./19. Jahrhundert, Korbbogenportal bezeichnet mit „1842“. | D-3-76-119-42 Wikidata  | Gasthaus                                                  |
| Klostergasse 2 (Standort)                                  | Wohnhaus, Rückgebäude                                                   | Zweigeschossiger und verputzter Mansarddachbau, hofseitig mit überdachtem, hölzernen Balkon, 18. Jahrhundert. | D-3-76-119-51 Wikidata  | BW                                                        |
| Marktplatz 1 (Standort)                                    | Wohn- und Geschäftshaus                                                 | Zweigeschossiger und verputzter Giebelbau mit einfacher Putzgliederung, 18./19. Jahrhundert. | D-3-76-119-45 Wikidata  | Wohn- und Geschäftshaus                                   |
| Marktplatz 2 (Standort)                                    | Rathaus                                                                 | Breit gelagerter, dreigeschossiger Giebelbau, flankiert von zwei achteckigen Flankentürmen mit welscher Haube, Putzfassade mit Lisenen- und Gesimsgliederung, Rundbogenportal mit Sandsteingewände, Ende 16. Jahrhundert; mit Ausstattung. | D-3-76-119-46 Wikidata  | weitere Bilder                                            |
| Marktplatz 9 (Standort)                                    | Wohn- und Geschäftshaus                                                 | Zweigeschossiger Giebelbau mit einfacher Putzgliederung, 16. Jahrhundert. | D-3-76-119-47 Wikidata  | BW                                                        |
| Marktplatz 11 (Standort)                                   | Wohn- und Geschäftshaus                                                 | Zweigeschossiges Eckhaus mit Satteldach und einfacher Putzgliederung, 17./18. Jahrhundert. | D-3-76-119-48 Wikidata  | BW                                                        |
| Marktplatz 13 (Standort)                                   | Wohn- und Geschäftshaus                                                 | Dreigeschossiger Walmdachbau mit Stichbogenfenstern, Erdgeschoss mit Putzstreifenrustika und großen Rundbogenfenstern, im Kern 18. Jahrhundert. | D-3-76-119-49 Wikidata  | BW                                                        |
| Marktplatz 15 (Standort)                                   | Wohn- und Geschäftshaus                                                 | Dreigeschossiger Halbwalmdachbau, 18./19. Jahrhundert. | D-3-76-119-50 Wikidata  | Wohn- und Geschäftshaus                                   |
| Marktplatz 23 (Standort)                                   | Wohn- und Geschäftshaus                                                 | Dreigeschossiger und verputzter Traufseitbau mit Giebelerker und stichbogigem Einfahrtsportal, 17./18. Jahrhundert. | D-3-76-119-52 Wikidata  | BW                                                        |
| Marktplatz 25 (Standort)                                   | Wohn- und Geschäftshaus                                                 | Zweigeschossiger Giebelbau mit spitzbogigem Zwillingsfenster und einfacher Putzgliederung, 19. Jahrhundert. | D-3-76-119-53 Wikidata  | BW                                                        |
| Marktplatz 29 (Standort)                                   | Bürgerhaus                                                              | Walmdachbau, erste Hälfte 19. Jahrhundert. | D-3-76-119-54 Wikidata  | BW                                                        |
| Naabgasse 1 (Standort)                                     | Wohnhaus                                                                | Zweigeschossiges und verputztes Eckhaus mit Halbwalmdach, wohl 18. Jahrhundert, traufseitige Holzaltane mit Satteldach und gesägter Ornamentik, um 1900. | D-3-76-119-55 Wikidata  | Wohnhaus                                                  |
| Naabgasse 7 (Standort)                                     | Säule mit Kapitell                                                      | Im Stallgebäude wiederverwendete Säule mit verziertem Kapitell, wohl 17. Jahrhundert, vermutlich aus dem 1806 abgebrochenen Schloss. | D-3-76-119-82 Wikidata  | BW                                                        |
| Paul-Dietrich-Straße 1 (Standort)                          | Wohn- und Geschäftshaus                                                 | Zweigeschossiges Eckhaus mit Satteldach, profiliertem Traufgesims und einfacher Putzgliederung, im Kern 18. Jahrhundert. | D-3-76-119-56 Wikidata  | Wohn- und Geschäftshaus                                   |
| Nähe Regensburger Straße (Standort)                        | Hochgerichtstätte                                                       | Aus Felsstein gemauerte Richtstätte, Mauerhöhe 2,2 m, Mauerstärke 0,7 m, Innendurchmesser 6,3 m, mit Rundbogentüre, 14./15. Jahrhundert. | D-3-76-119-111 Wikidata | Hochgerichtstätte                                         |
| Robert-Koch-Straße 4 (Standort)                            | Wohn- und Geschäftshaus                                                 | Zweigeschossiger und verputzter Giebelbau mit Halbwalmdach, 18. Jahrhundert. | D-3-76-119-59 Wikidata  | BW                                                        |
| Robert-Koch-Straße 6 (Standort)                            | Wohn- und Geschäftshaus                                                 | Zweigeschossiges und verputztes Eckhaus mit Satteldach, Stichbogenfenstern im Erdgeschoss und Rundbogennische, bezeichnet mit „1784“. | D-3-76-119-60 Wikidata  | BW                                                        |
| Schwandorfer Straße 2 a (Standort)                         | Maria-Trost-Kapelle                                                     | Dreiseitig geschlossener Satteldachbau mit geschweiftem Giebel, Portikus und profilierter Gesimsgliederung, vor 1742. | D-3-76-119-61 Wikidata  | Maria-Trost-Kapelle                                       |
| Schwandorfer Straße 5 (Standort)                           | Ehemalige Forstmeisterei, 1949–1972 Landwirtschaftsschule               | Zweiflügelanlage, zweigeschossige und verputzte Satteldachbauten mit profiliertem Traufgesims und Zwerchhaus mit geschweiftem Knickgiebel am Westflügel, im Kern 18. Jahrhundert. | D-3-76-119-62 Wikidata  | Ehemalige Forstmeisterei, 1949–1972 Landwirtschaftsschule |
| Zaschkahof 2 (Standort)                                    | Wohnhaus                                                                | Zweigeschossiger und verputzter Walmdachbau, wohl 18. Jahrhundert. | D-3-76-119-63 Wikidata  | BW                                                        |

### Dietldorf
| Lage                           | Objekt                                         | Beschreibung | Akten-Nr.               | Bild           |
| ------------------------------ | ---------------------------------------------- | --- | ----------------------- | -------------- |
| Dietldorf 1a und 1b (Standort) | Hofmarkschloss                                 | Stattlicher dreigeschossiger Walmdachbau, an drei Seiten mit Mittelrisalit, Fassadengestaltung mit geohrten Fensterfaschen, Ecklisenen und Gesimsgliederung, im Erdgeschoss Kapelle, Barockportal bezeichnet mit „1700“; Hofmauer, teils verputztes Bruchstein- und Ziegelmauerwerk, 18. Jahrhundert; ehemaliges Nebengebäude des Schlosses „Beim Schreiner“, lang gestreckter, dreigeschossiger Halbwalmbau mit zweigeschossigem Pultdachanbau im Osten, im Kern 17. Jahrhundert, südlicher Anbau nach 1920. | D-3-76-119-64 Wikidata  | weitere Bilder |
| In Dietldorf (Standort)        | Brückenfigur des heiligen Johannes von Nepomuk | Farbig gefasst, 18./19. Jahrhundert; in Kapellenbildstock auf Vils-Brücke in der Ortsmitte. | D-3-76-119-114 Wikidata | BW             |
| In Dietldorf (Standort)        | Katholische Pfarrkirche St. Pankratius         | Einfacher und verputzter Massivbau mit Walmdach, profiliertem Traufgesims und Chor im Ostturm, nördliches Langhaus mit kleinem Kapellenausbau, Portal bezeichnet mit „1723“, Turmbekrönung mit welscher Haube um 1785; mit Ausstattung. | D-3-76-119-66 Wikidata  | weitere Bilder |
| Wolfertal (Standort)           | Feldkapelle                                    | Kleiner verputzter Satteldachbau mit Gesims- und Pilastergliederung, 18./19. Jahrhundert; mit Ausstattung; 200 m südwestlich des Ortes am rechten Vilsufer. | D-3-76-119-67 Wikidata  | BW             |

### Eichlhof (Fünfeichen)
| Lage                   | Objekt                                          | Beschreibung | Akten-Nr.              | Bild |
| ---------------------- | ----------------------------------------------- | --- | ---------------------- | ---- |
| Eichlhof (Standort)    | Feldkapelle                                     | Kleiner flachgedeckter Satteldachbau mit einseitigem Walm, Kleeblattfenster und Firsterker, 18./19. Jahrhundert; mit Ausstattung; an der Straße nach Engelhof. | D-3-76-119-69 Wikidata | BW   |
| Eichlhof 1a (Standort) | Ehemaliges Stallgebäude des früheren Edelsitzes | Nördlicher Gebäudeteil, erdgeschossiger und verputzter Massivbau mit Mansarddach, 18. Jahrhundert.                                                             | D-3-76-119-68 Wikidata | BW   |

### Kirchenbuch
| Lage                         | Objekt                                          | Beschreibung | Akten-Nr.              | Bild |
| ---------------------------- | ----------------------------------------------- | --- | ---------------------- | ---- |
| Kirchenbuch 4 1/2 (Standort) | Katholisches Pfarrhaus                          | Zweigeschossiger und verputzter Walmdachbau mit Stichbogenfenstern, bezeichnet mit „1852“. | D-3-76-119-71 Wikidata | BW   |
| Kirchenbuch 6 (Standort)     | Katholische Expositurkirche Unserer Lieben Frau | Flachgedeckter und verputzter Satteldachbau mit eingezogenem Rechteckchor, 13. Jahrhundert, Langhauserweiterung und Westturm mit welscher Haube, Gesims- und Pilastergliederung, 18. Jahrhundert; mit Ausstattung. | D-3-76-119-70 Wikidata | BW   |

### Lanzenried
| Lage                     | Objekt                          | Beschreibung | Akten-Nr.              | Bild                            |
| ------------------------ | ------------------------------- | --- | ---------------------- | ------------------------------- |
| Lanzenried 13 (Standort) | Katholische Kirche Heilig Kreuz | Einfacher und verputzter Satteldachbau mit eingezogenem Polygonalchor, darüber oktogonaler Dachreiter mit welscher Haube, 18. Jahrhundert; mit Ausstattung. | D-3-76-119-72 Wikidata | Katholische Kirche Heilig Kreuz |

### Loisnitz
| Lage                   | Objekt      | Beschreibung                                                                                   | Akten-Nr.              | Bild           |
| ---------------------- | ----------- | ---------------------------------------------------------------------------------------------- | ---------------------- | -------------- |
| In Loisnitz (Standort) | Dorfkapelle | Kleiner verputzter Satteldachbau mit Glockengiebel und Figurennische, um 1870; bei Haus Nr. 7. | D-3-76-119-73 Wikidata | weitere Bilder |

### Mossendorf
| Lage                 | Objekt      | Beschreibung | Akten-Nr.              | Bild           |
| -------------------- | ----------- | --- | ---------------------- | -------------- |
| Holzgasse (Standort) | Feldkapelle | Kleiner Satteldachbau mit Tonnengewölbe und Stichkappen, Putzfassade mit Pilaster- und Gesimsgliederung, 18. Jahrhundert; fünfzig Meter nördlich des Ortes an der Straße nach Burglengenfeld. | D-3-76-119-75 Wikidata | weitere Bilder |

### Niederhof
| Lage                   | Objekt        | Beschreibung | Akten-Nr.              | Bild |
| ---------------------- | ------------- | --- | ---------------------- | ---- |
| Niederhof 3 (Standort) | Wohnstallhaus | Erdgeschossiger und verputzter Satteldachbau, im Kern 17./18. Jahrhundert, giebelseitige Inschrifttafel mit Wappen bezeichnet mit „1738“. | D-3-76-119-76 Wikidata | BW   |

### Pilsheim
| Lage                  | Objekt                                         | Beschreibung | Akten-Nr.              | Bild                                           |
| --------------------- | ---------------------------------------------- | --- | ---------------------- | ---------------------------------------------- |
| Pilsheim 9 (Standort) | Katholische Kirche Heilig Kreuz und St. Petrus | Verputzter Satteldachbau mit eingezogenem Rechteckchor und kleinem Dachreiter mit Zwiebelhaube, 13. Jahrhundert, in der zweiten Hälfte des 17. Jahrhunderts verändert; mit Ausstattung. | D-3-76-119-77 Wikidata | Katholische Kirche Heilig Kreuz und St. Petrus |

### Pottenstetten
| Lage                        | Objekt                         | Beschreibung | Akten-Nr.              | Bild           |
| --------------------------- | ------------------------------ | --- | ---------------------- | -------------- |
| Pottenstetten 17 (Standort) | Katholische Kirche St. Ägidius | Flachgedeckte Chorturmkirche mit einfachem Langhaus, steilem Satteldach und Stichbogenfenstern, Ostturm mit Zwiebelhaube, Pilaster- und Gesimsgliederung, im Kern um 1300, im 18. Jahrhundert verändert; mit Ausstattung; Kriegerdenkmal für die Gefallenen des Ersten und Zweiten Weltkrieges, breites Postament mit Inschriften,Sockel und Kreuzbekrönung, Granit, nach 1945. | D-3-76-119-78 Wikidata | weitere Bilder |

### Saaß
| Lage              | Objekt      | Beschreibung | Akten-Nr.              | Bild        |
| ----------------- | ----------- | --- | ---------------------- | ----------- |
| Saaß 5 (Standort) | Feldkapelle | Dreiseitig geschlossener und verputzter Bruchsteinbau mit Glockengiebel und Spitzbogenfenstern, 1870; mit Ausstattung; auf dem Grundstück des Hauses Nr. 5. | D-3-76-119-79 Wikidata | Feldkapelle |

### Straß
| Lage                  | Objekt     | Beschreibung | Akten-Nr.              | Bild |
| --------------------- | ---------- | --- | ---------------------- | ---- |
| Kaluzäcker (Standort) | Steinkreuz | Rundbogig geschlossene Steinplatte mit Kreuz in Hochrelief, Unterteil mit eingemeißelter Pflugschar, Kalkstein, 16. Jahrhundert; zweihundert Meter nordwestlich von Straß an der Straße nach Untersdorf. | D-3-76-119-80 Wikidata | BW   |

### Witzlarn
| Lage                  | Objekt              | Beschreibung | Akten-Nr.              | Bild |
| --------------------- | ------------------- | --- | ---------------------- | ---- |
| Witzlarn 1 (Standort) | Ehemaliger Forsthof | Wohnhaus, zweigeschossiger und verputzter Satteldachbau; Stadel, lang gestreckter erdgeschossiger Bruchsteinbau mit Satteldach und verbrettertem Giebel; 17. Jahrhundert. | D-3-76-119-81 Wikidata | BW   |

## Ehemalige Baudenkmäler
In diesem Abschnitt sind Objekte aufgeführt, die früher einmal in der Denkmalliste eingetragen waren, jetzt aber nicht mehr. Objekte, die in anderem Zusammenhang also z. B. als Teil eines Baudenkmals weiter eingetragen sind, sollen hier nicht aufgeführt werden. Aktennummern in diesem Abschnitt sind ehemalige, jetzt nicht mehr gültige Aktennummern.

| Lage                                    | Objekt                     | Beschreibung                                                      | Akten-Nr.              | Bild |
| --------------------------------------- | -------------------------- | ----------------------------------------------------------------- | ---------------------- | ---- |
| Burglengenfeld Hauptstraße 9 (Standort) | Wohnhaus                   | 18./19. Jahrhundert, mit Krüppelwalmdach.                         | D-3-76-119-24 Wikidata | BW   |
| Burglengenfeld Kellergasse 7 (Standort) | Steintürgerüst am Wohnhaus | Bezeichnet mit „1860“.                                            | D-3-76-119-28 Wikidata | BW   |
| Loisnitz Loisnitz 3 (Standort)          | „Zum Lenzenbauer“          | Wohnhaus im Kern 18. Jahrhundert, mit Holzbalkendecke im Inneren. | D-3-76-119-74 Wikidata | BW   |

## Abgegangene Baudenkmäler
In diesem Abschnitt sind Objekte aufgeführt, die früher einmal in der Denkmalliste eingetragen waren, jetzt aber nicht mehr existieren, z. B. weil sie abgebrochen wurden. Aktennummern in diesem Abschnitt sind ehemalige, jetzt nicht mehr gültige Aktennummern.

| Lage                                    | Objekt                | Beschreibung                   | Akten-Nr.              | Bild |
| --------------------------------------- | --------------------- | ------------------------------ | ---------------------- | ---- |
| Burglengenfeld Kellergasse 5 (Standort) | Ehemalige Rotgerberei | Traufseitbau, 16. Jahrhundert. | D-3-76-119-27 Wikidata | BW   |